# 須野町
須野町（すのちょう）は、三重県熊野市の町名。1960年（昭和35年）には162人が暮らし、小学校の分校が設置されていたが、2010年（平成22年）には2人まで減少し、2011年（平成23年）には郵便ポストの取集が取りやめとなった地域である。その後移住者が現れたことにより人口が増加している。2010年（平成22年）10月1日現在の面積は1.637575km2。

## 地理
熊野市の東端（北東端）に位置し、熊野市街からは自動車で30分ほどかかる。楯ヶ崎と神須ノ鼻（こうすのはな・かみすのはな）の2つの岬に挟まれた小さな湾に面した地域であり、隣接する町とは200 - 300m級の山地で隔絶されている。このため林業がかつての生業であった。町内には20軒ほどの家屋があるがほとんどが空き家であり、基礎だけを残した住宅跡が点在している。海辺の小さな集落であり、「箱庭のまち」と呼ばれている。
- 岬 - 神須ノ鼻[11][14]
- 外洋 - 熊野灘[11]
- 島 - みやけ島、望月島、あかめ島、池の島[15]
- 山 - 高須山[14]、向井山[16]
- 谷 - 平助谷、向井鬼ヶ谷[16]
- 洞窟 - 池の島の洞、親のづろ洞[12]

北は尾鷲市梶賀町、西は熊野市甫母町と接する。どちらの町とも山を隔てており、特に北隣の梶賀町との間に自動車が通行可能な道路が開通したのは2001年（平成13年）のことである。

## 歴史

### 近世まで
須野では天正期（ユリウス暦：1573年 - 1592年）以前より製塩が行われていたとされ、塩釜跡に焼石などが残っている。『紀伊続風土記』によれば、文禄元年（1592年）に新宮城主・堀内氏善の家老であった浜田国次の知行地になったという。慶長6年（1601年）の検地帳に「須野村」と記載されている。
近世には紀伊国牟婁郡木本組に属し、須野浦として紀州藩の配下にあった。江戸時代初期の須野浦は8軒のみで、『紀伊続風土記』は当時の須野浦について「海浜にありながら荒磯のため漁業は行われず、谷が狭いため田もなく、わずかに材木の生産を行う木挽職人の村で、多くは出稼ぎに出る」旨を伝えている。一方、『二分口役所控』は「薪を産出し、漁師もいる」と記している。村高は『天保郷帳』・『旧高旧領取調帳』のどちらも30石余としている。
寛政9年閏7月6日（グレゴリオ暦：1797年8月27日）、青ヶ島から男女14人が乗った船が須野に1艘漂着し、その話を耳にした橘南谿が『西遊記続編』に書き残した。また寛政11年9月6日（グレゴリオ暦：1799年10月4日）、八丈島の御用船が台風で須野浦に漂着した。須野浦の住民が総出で救助活動を行った甲斐もあり、乗員33人は全員助けられ、乗っていた船も二木島浦で修理されて江戸へ送られた。同年、須野浦の漁師が土豪の和田氏に「熊野珊瑚」を贈ったところ、紀州藩主を経由して将軍の元まで届き、江戸幕府から捜索隊が派遣されるに至った。ただし捜索隊は熊野珊瑚を見つけることはできなかったという。またこの頃、楯ヶ崎遠見番所が須野浦に置かれ、浜田氏が番人を務めた。浜田氏は地士に任ぜられ、紀州藩から支給された異国船絵図を保有し、享和3年（1803年）の『御番所日記』を残した。この日記には熊野灘を航行する廻船の数が記録されており、当時の様子を知ることができる。

### 近代以降
1869年（明治2年）、楯ヶ崎遠見番所が廃止される。1876年（明治9年）には曽根浦・梶賀浦（いずれも現・尾鷲市）と組合村を結成するも、1889年（明治22年）の町村制施行時には甫母浦や二木島浦などと合併して荒坂村に所属することになり、同村の大字「須野浦」となった。初等教育は隣接する甫母浦にある甫母浦小学校へ通学していたが、同校が荒坂小学校に統合されることとなり通学が困難になるとして、1910年（明治43年）に「須野教授所」が設立された。須野教授所の認可書類が残っており、『熊野市史』に収載されている。この書類には通学予定児童16人の住所・生年月日・保護者名や時間割表（修身、国語、体操、算術）も含まれている。近代の須野浦は、1年を通して漂着するテングサを拾い集めて長野県から来るテングサ船に販売するのが一大産業となっており、多くの人がこれを収入源としていた。このほか山の下草刈りや炭焼きの仕事があった。陸路の行き詰まりであったことから住民気質は閉鎖的かつ純朴と評され、特に男性は無口、女性は優しい性格であったという。
1954年（昭和29年）、荒坂村が木本町などと合併し熊野市となったのと同時に、須野浦から「須野町」に改称した。1959年（昭和34年）9月26日、伊勢湾台風が襲来、須野町の住宅はほとんどが全半壊し、神社や墓は高波にさらわれ流失した。この時、三重県庁から派遣されてきた調査官は、集団移転を住民に提案した。しかし住民は「先祖代々守り続けてきた須野を捨てるわけにはいかない」という意見で一致し集落の復興に着手し、これに呼応して熊野市当局も堤防のかさ上げ、車道の整備など復興を後押しした。更に1960年（昭和35年）3月には須野簡易水道が開通、同年8月に荒坂小学校須野分校校舎が新築、1962年（昭和37年）8月にへき地集会所を兼ねた須野分校講堂が新築された。
1960年（昭和35年）に162人いた人口は1970年（昭和45年）には73人に落ち込み、過疎化が進行、1969年（昭和44年）3月に須野分校は休校に入り、事実上の廃校となった。1981年（昭和56年）、国道311号の須野トンネルが開通したが、その先の尾鷲市梶賀町側の着工が遅れ、永らく須野 - 梶賀間はつながらなかった。この区間の全通は2001年（平成13年）のことである。1985年（昭和60年）1月、須野集会所が完成し翌2月に落成式が挙行された。
2010年（平成22年）には人口が2人にまで減少してしまったが、2014年（平成26年）には帰郷者と移住者により5人に回復した。このことを須野町の住民は「人口増加率250%」と前向きに捉えている。2014年（平成26年）9月には「第3回三重県グリーン・ツーリズムネットワーク大会 in 熊野」の一環で開かれた第1分科会が須野町を歩くツアーを開催した。同月、移住者が雑貨店「木花堂」を開業し、2015年（平成27年）3月29日には木花堂が中心となって「第1回須野マルシェ」を開催した。木花堂は2017年（平成29年）4月21日をもって閉店し、移住者は帰郷した。須野マルシェは木花堂閉店後も毎月第3日曜日をめどに住民らが継続開催する予定であったが、企画運営者も須野から転居したため休止することが同年8月に発表され、7月16日開催の須野マルシェが最終回となった。

### 沿革
- 1889年（明治22年）4月1日 - 町村制施行により、南牟婁郡荒坂村大字須野浦となる。
- 1954年（昭和29年）11月3日 - 昭和の大合併により、熊野市須野町となる。

### 町名の由来
須野町内に「高須山」や「神須ノ鼻」という地名があることから、「鸛巣」（こうす）、すなわちコウノトリの巣があったことが由来と考えられる。『ふるさとのよもやまばなし』によると、まず高須山の地名が生まれ、その麓の集落に「コウスの浦」の名が与えられ、後に省略されて「巣の浦」になり「須野浦」の字があてられたという。

## 人口と世帯数

### 人口の変遷
1889年以降の人口の推移。1995年〜2005年は国勢調査によるの推移。以後は人口がごくわずかな為、秘匿とする。
| 1889年（明治22年） | 73人 | [ 5 ]  |  |
| 1975年（昭和50年） | 49人 | [ 33 ] |  |
| 1980年（昭和55年） | 35人 | [ 10 ] |  |
| 1990年（平成2年）  | 18人 | [ 33 ] |  |
| 1995年（平成7年）  | 16人 | [ 34 ] |  |
| 2000年（平成12年） | 16人 | [ 35 ] |  |
| 2005年（平成17年） | 11人 | [ 36 ] |  |

### 世帯数の変遷
1889年以降の世帯数の推移。1995年〜2005年は国勢調査によるの推移。以後は世帯数がごくわずかな為、秘匿とする。
| 1889年（明治22年） | 12戸   | [ 5 ]  |  |
| 1975年（昭和50年） | 22世帯 | [ 33 ] |  |
| 1980年（昭和55年） | 20世帯 | [ 10 ] |  |
| 1990年（平成2年）  | 12世帯 | [ 33 ] |  |
| 1995年（平成7年）  | 11世帯 | [ 34 ] |  |
| 2000年（平成12年） | 11世帯 | [ 35 ] |  |
| 2005年（平成17年） | 8世帯  | [ 36 ] |  |

## 学区
市立小・中学校に通う場合、学区は以下の通りとなる。
| 番・番地等 | 小学校             | 中学校             |
| ---------- | ------------------ | ------------------ |
| 全域       | 熊野市立新鹿小学校 | 熊野市立新鹿中学校 |

なおかつての須野町は荒坂小学校・荒坂中学校の学区であったが、荒坂小学校は2011年（平成23年）3月31日に休校となり、荒坂中学校も2014年（平成26年）3月31日をもって休校となった。

## 生活
須野町の住民は自給自足に近い生活を送っており、裏山からの水を生活用水として利用し、燃料は山の木を切って薪とし、ミカン採取や魚釣りによる食料調達を行っている。電気は供給されており、郵便配達を受けることもできるが、郵便を投函するポストはない。携帯電話は日本国内の主要3社（docomo、au、SoftBank）のいずれも圏外になる。
須野町の住民は集落の消滅危機にありながらも、多くの人の移住を願っているわけではなく、「緩やかな人のつながり」を求めている。

### 交通
熊野市街までは自動車で30分を要する。公共交通として、福祉バスが運行されたことがあり、2016年（平成28年）10月3日からは熊野市による「海岸部乗合タクシー」が運行を開始し、予約制で市が指定した目的地に行くか、目的地から自宅に帰る場合に利用できる。
 国道311号
熊野市の景勝地・鬼ヶ城から海岸沿いに走る国道で、須野町では山側を通っており、須野集落へ続く細い道路と連絡している。隣接する尾鷲市梶賀町との間はわずか4kmであるが、須野町側が1981年（昭和56年）に須野トンネルを開通させたのに対して、梶賀町側は着工が遅れ、永らく未開通（点線国道）であった。開通前は梶賀 - 須野間に道路がなかったため国道42号に迂回しなければならず、30km近く遠回りを強いられていた。2001年（平成13年）11月22日に曽根梶賀バイパスが正式開通となり、両町間が結ばれた。
須野銀座通り
須野町のメインストリートにあたる。集落内を通る階段道で、頂上まで登ると太平洋を見渡せる。階段を下ると海に出る。

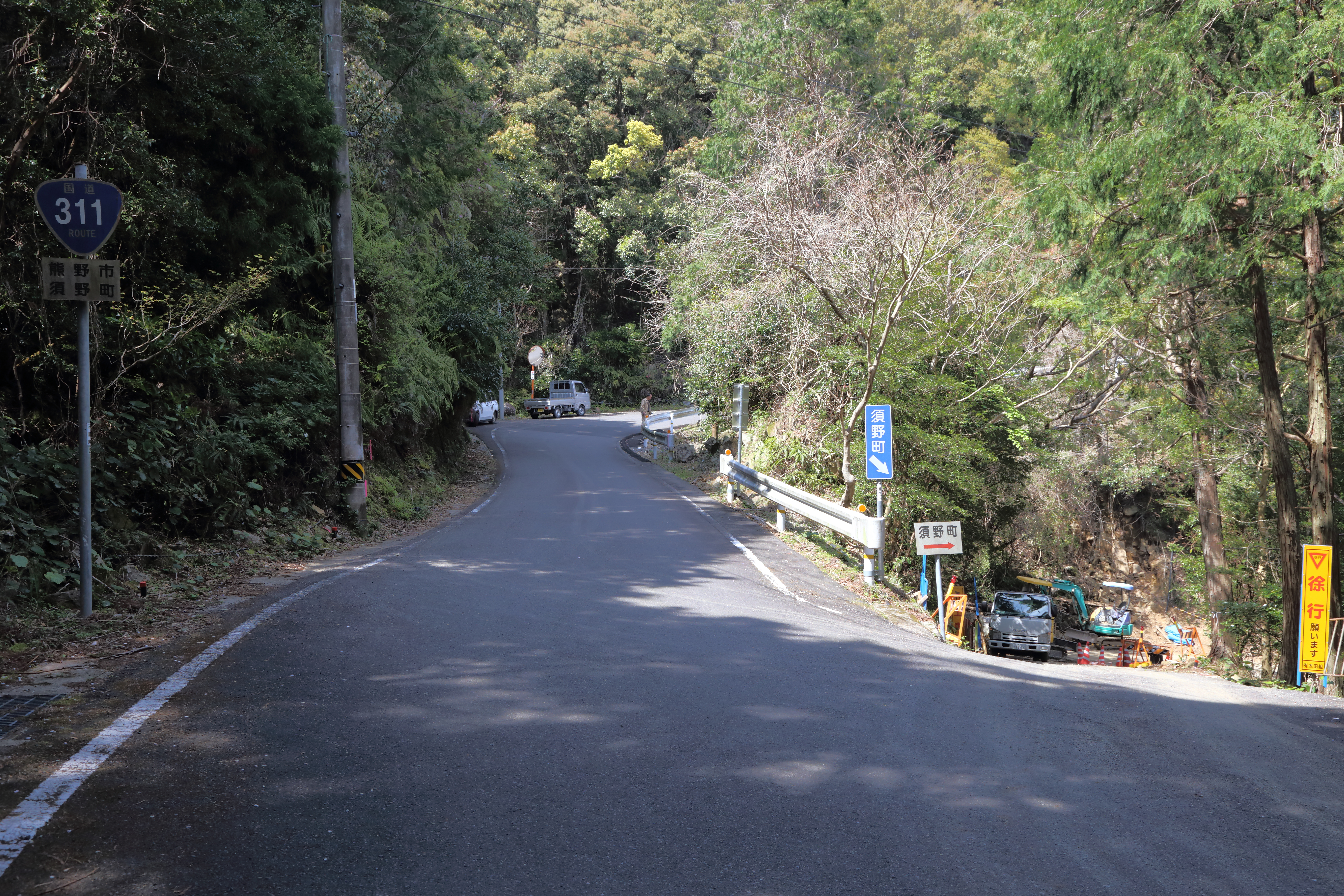
国道311号 須野町入口
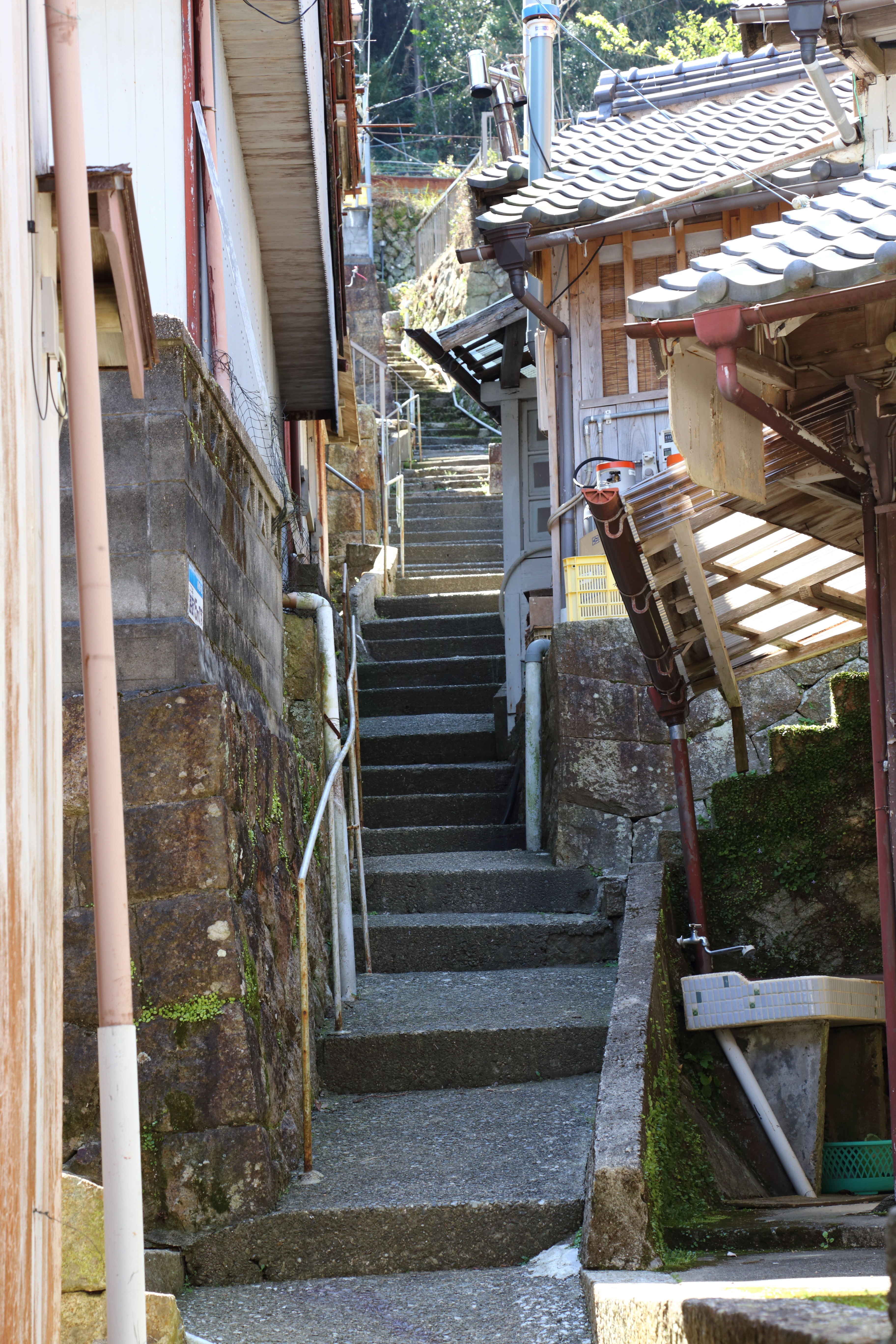
須野銀座通り
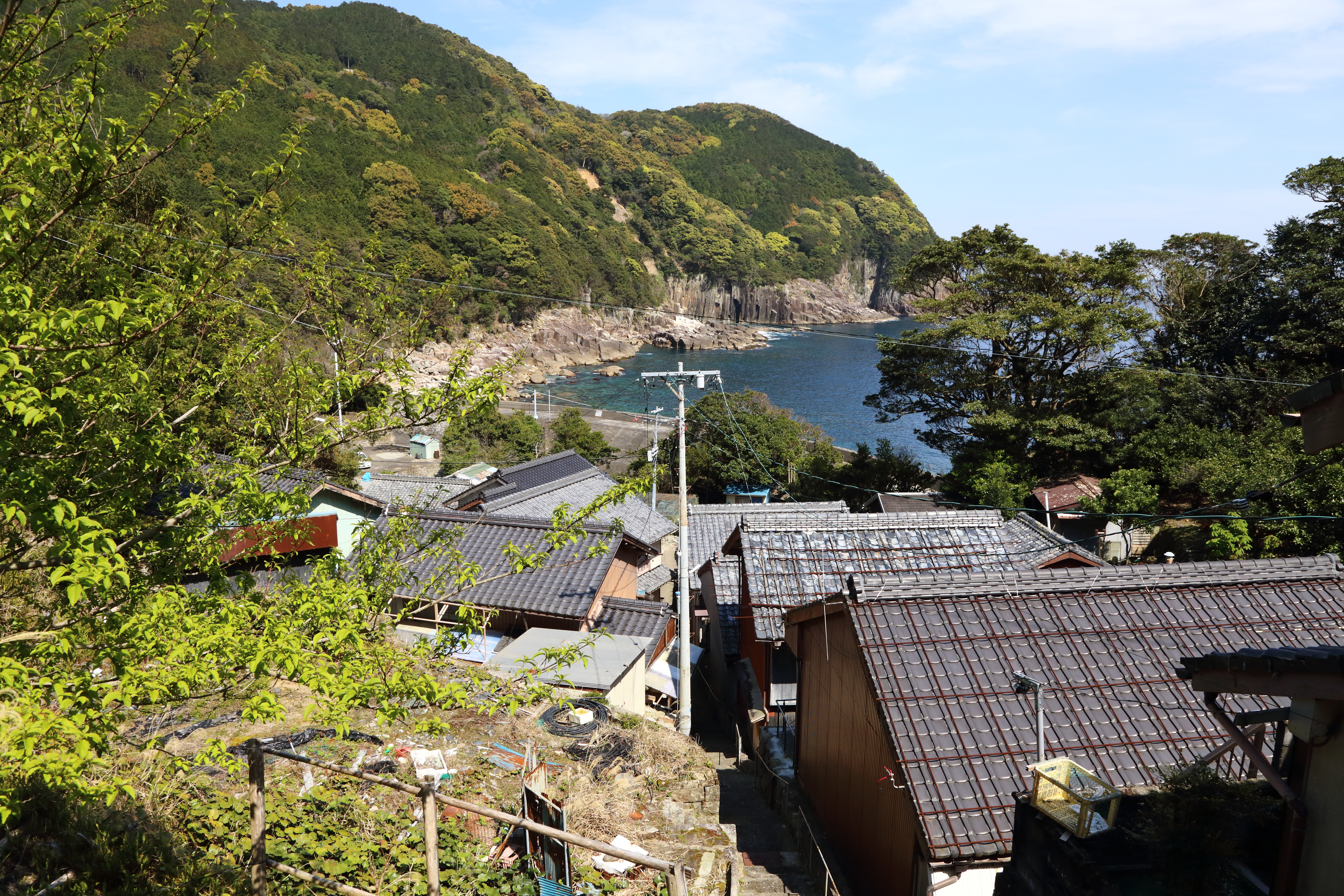
須野銀座通りからの風景

## 施設
- 須野集会所
- 佑天（うゆんて）
- トップダイビングサービス 須野ビーチ

### 神社仏閣
寄木神社
須野に漂着した流木を神体として祀ったのが始まりとされ、祭神は寄木神である。この伝説の詳細には諸説あり、海から流れ着いた神に砂が覆いかぶさったのを住民が救出し祀った、丸木舟に乗って現れた神を迎えて祀った、祠が流れ着いたので祀った、須野の近くまで漂流したがなかなか岸に上がれずにいたところに祠が海面に浮かんでいたので拾い上げると波が穏やかになったので着岸できこれを祀った、といったものがある。本殿・手水舟・鳥居から成る簡素な神社である。須野町の氏神として、また安産の神として信仰されている。
十二社神社（初王子社）
祭神は、スサノオの子である八王子権現、熊野十二所権現、山の神である十二神のいずれかである。社殿も神体もない神社で、3尺（≒90.9cm）ほどの石を祀る。大正期に石工がこの石に細工を施そうとしたが、病にかかってしまったという。十二社神社には眼病治癒の信仰があり、遠方からの参拝者もあった。これは石の加工中に破片が目に入って失明した人が他人に相談し、「その石に神がいるから祀らねばならない」と助言されその通りにしたところ視力が回復したという伝説に基づくものである。住民は神社を大切にしており、少人数の集落でありながら清掃は行き届いている。
曹洞宗東海山永命寺
二木島里町にある最明寺の末寺。本堂は切妻造、本尊は木造の延命地蔵座像（約12cm）、鎮守は豊川稲荷。享保年間（1716年 - 1735年）に最明寺の密鼎越宗によって開創と伝承されるが、慶長6年（1601年）の検地帳に「永命庵」としてすでに記録があることから、享保年間に庵から寺へ昇格したものと考えられている。明治初期に無住寺となり、寺文書は残っていない。

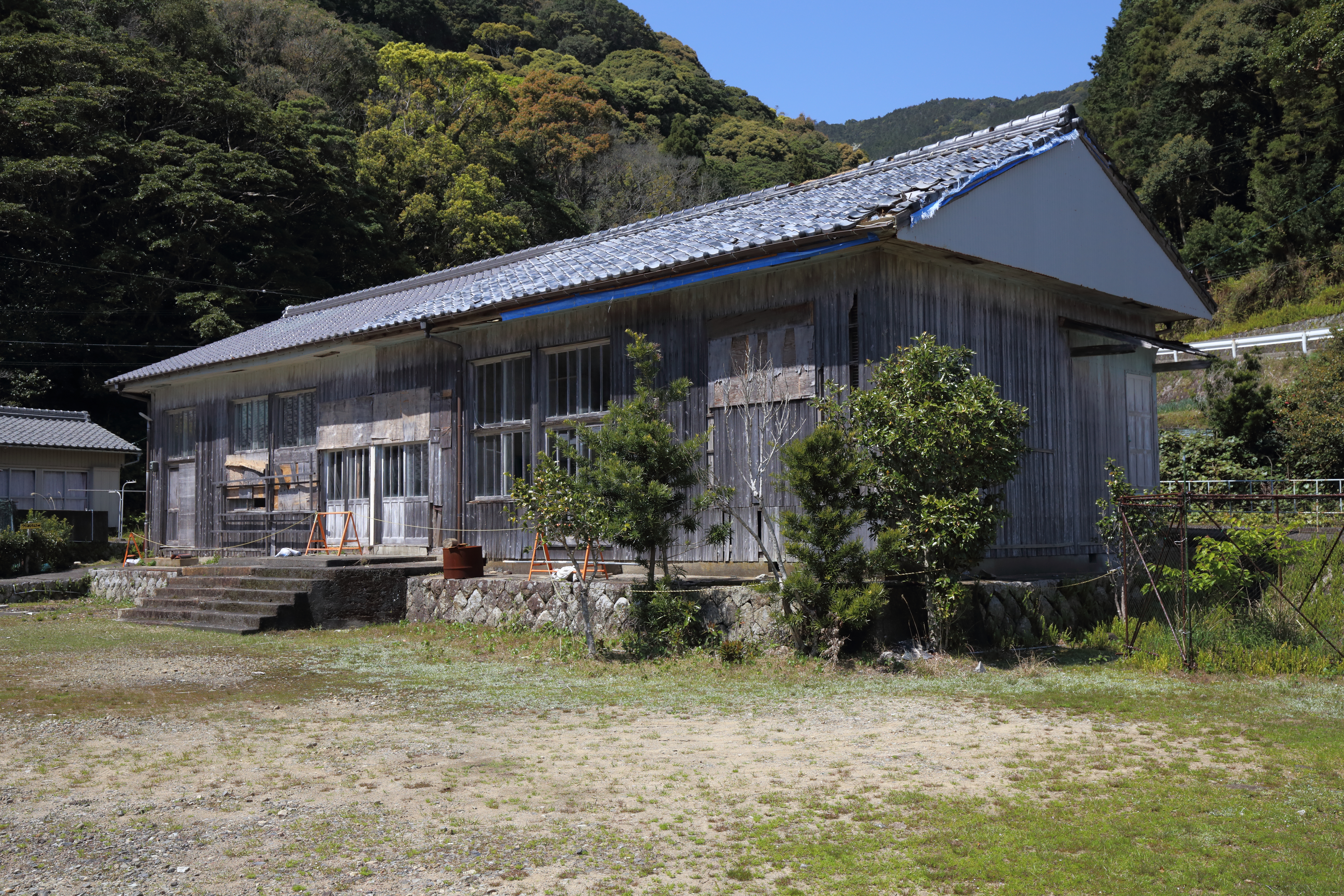
旧荒坂小学校須野分校跡（講堂）
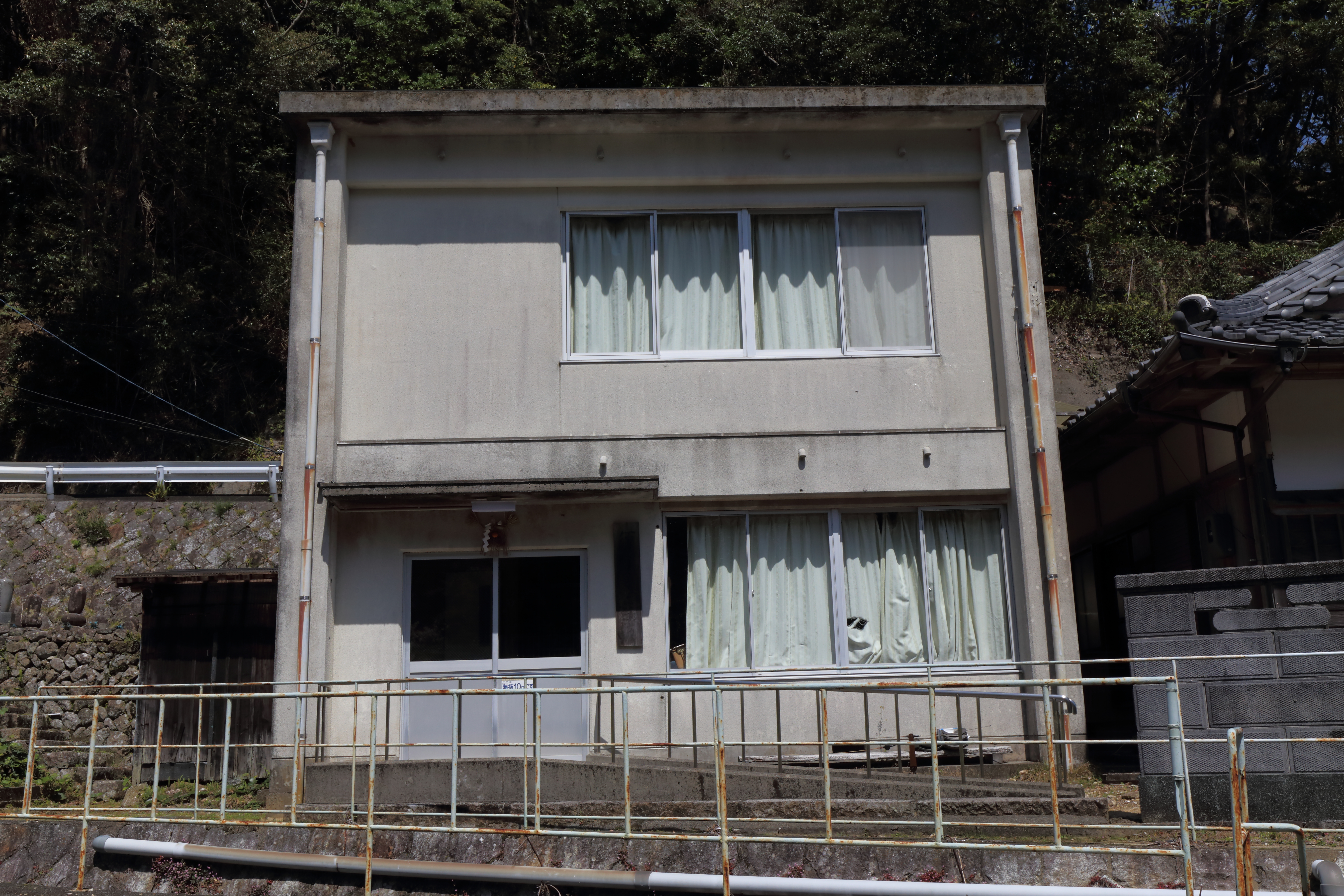
須野集会所
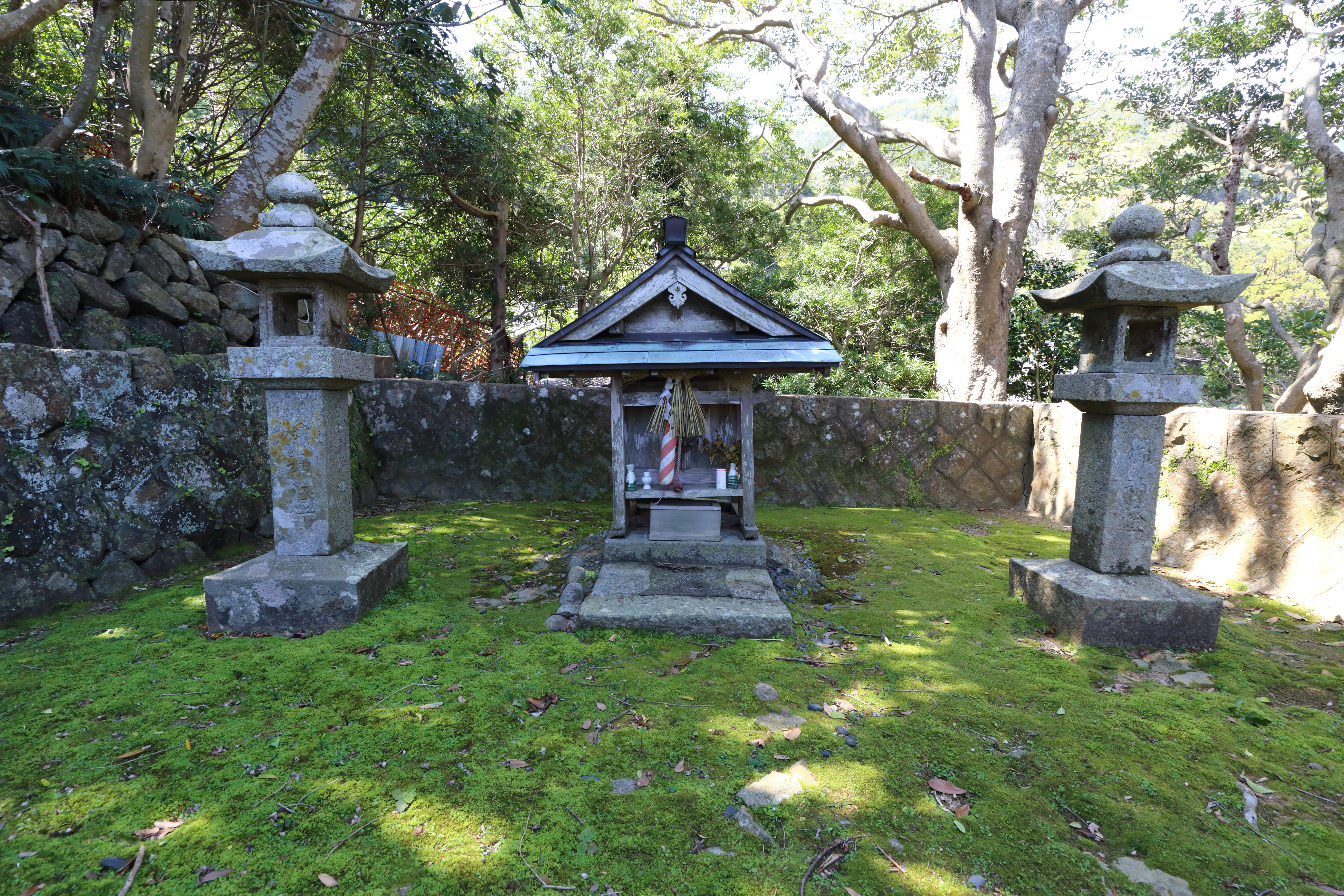
寄木神社
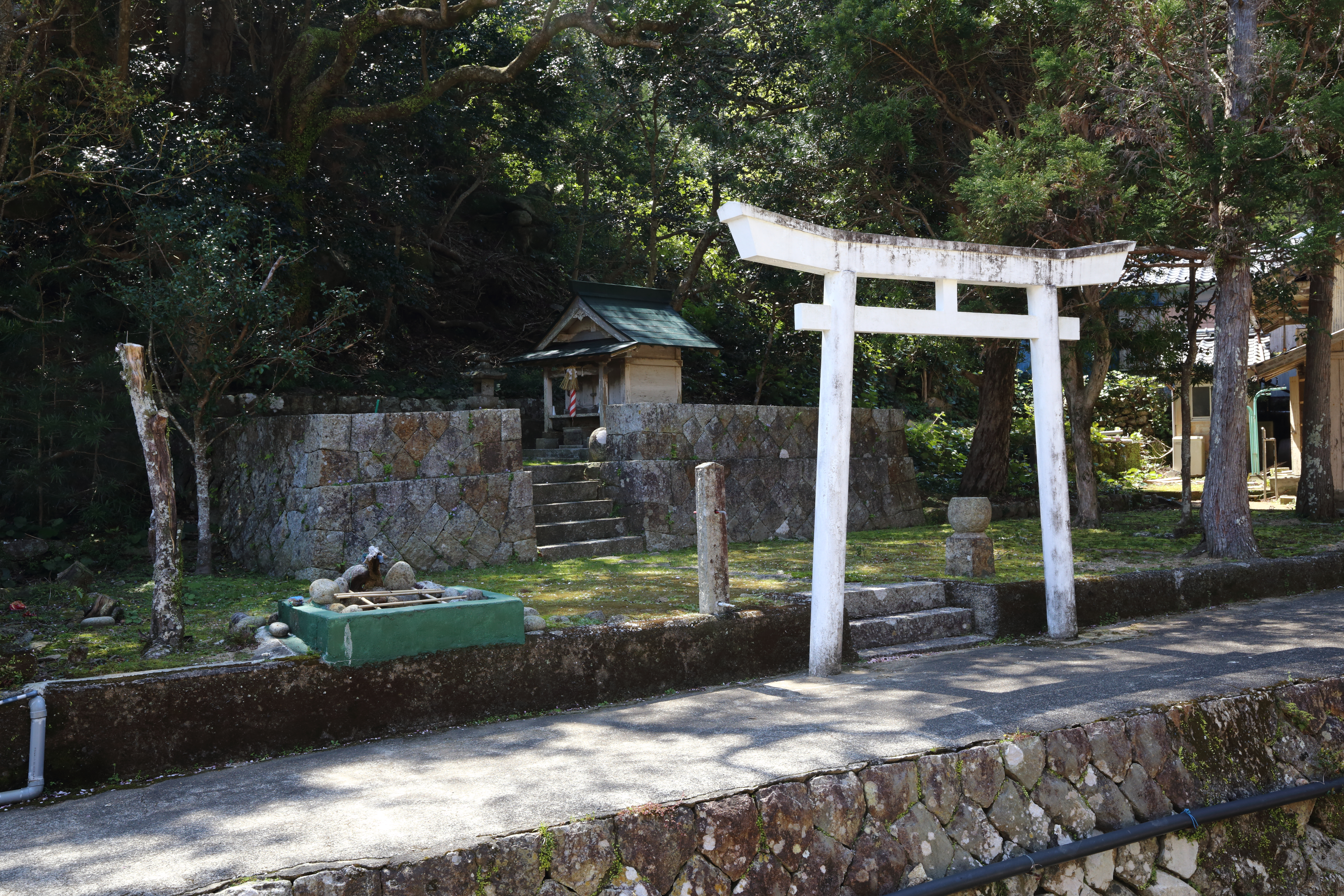
十二社神社
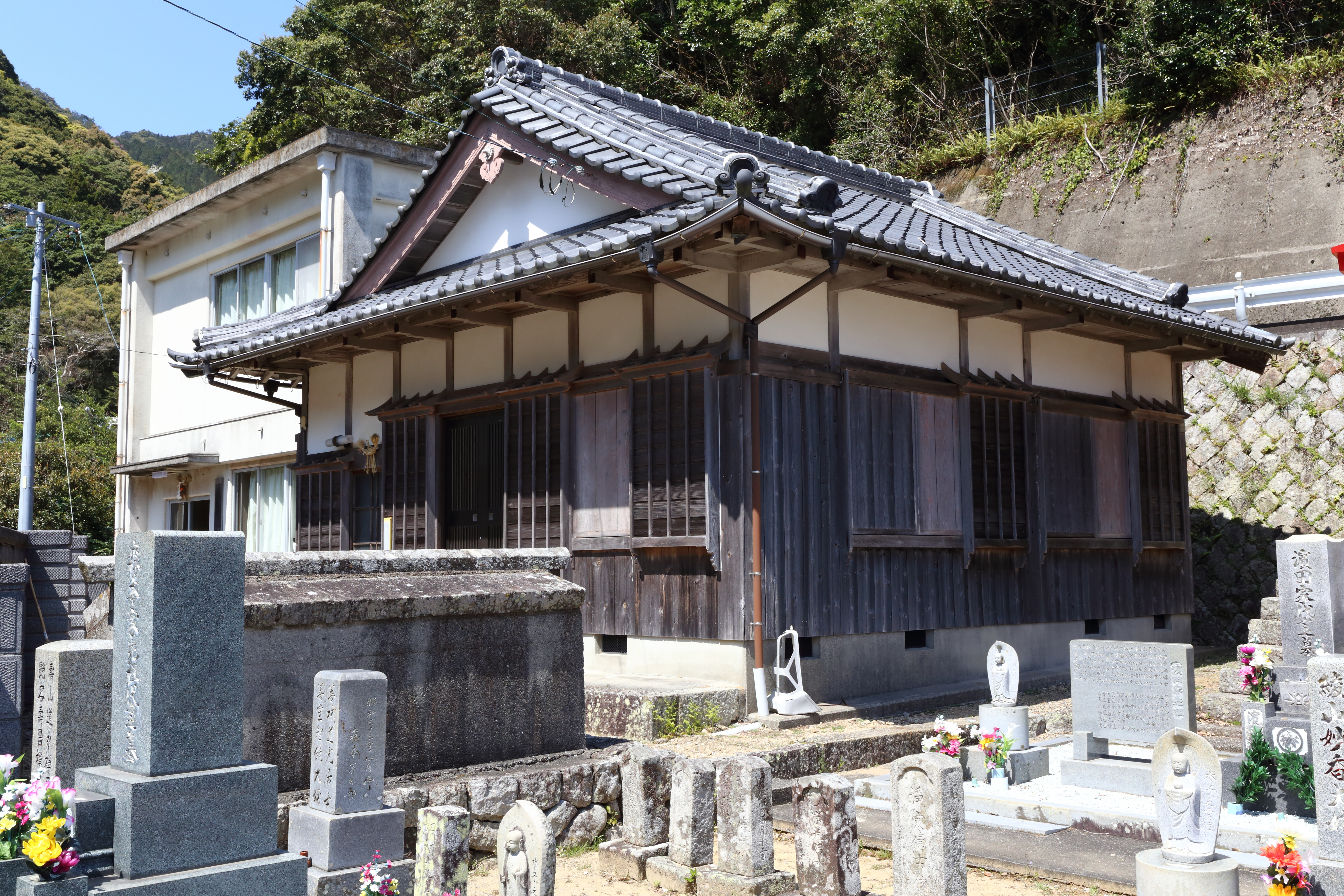
曹洞宗東海山永命寺
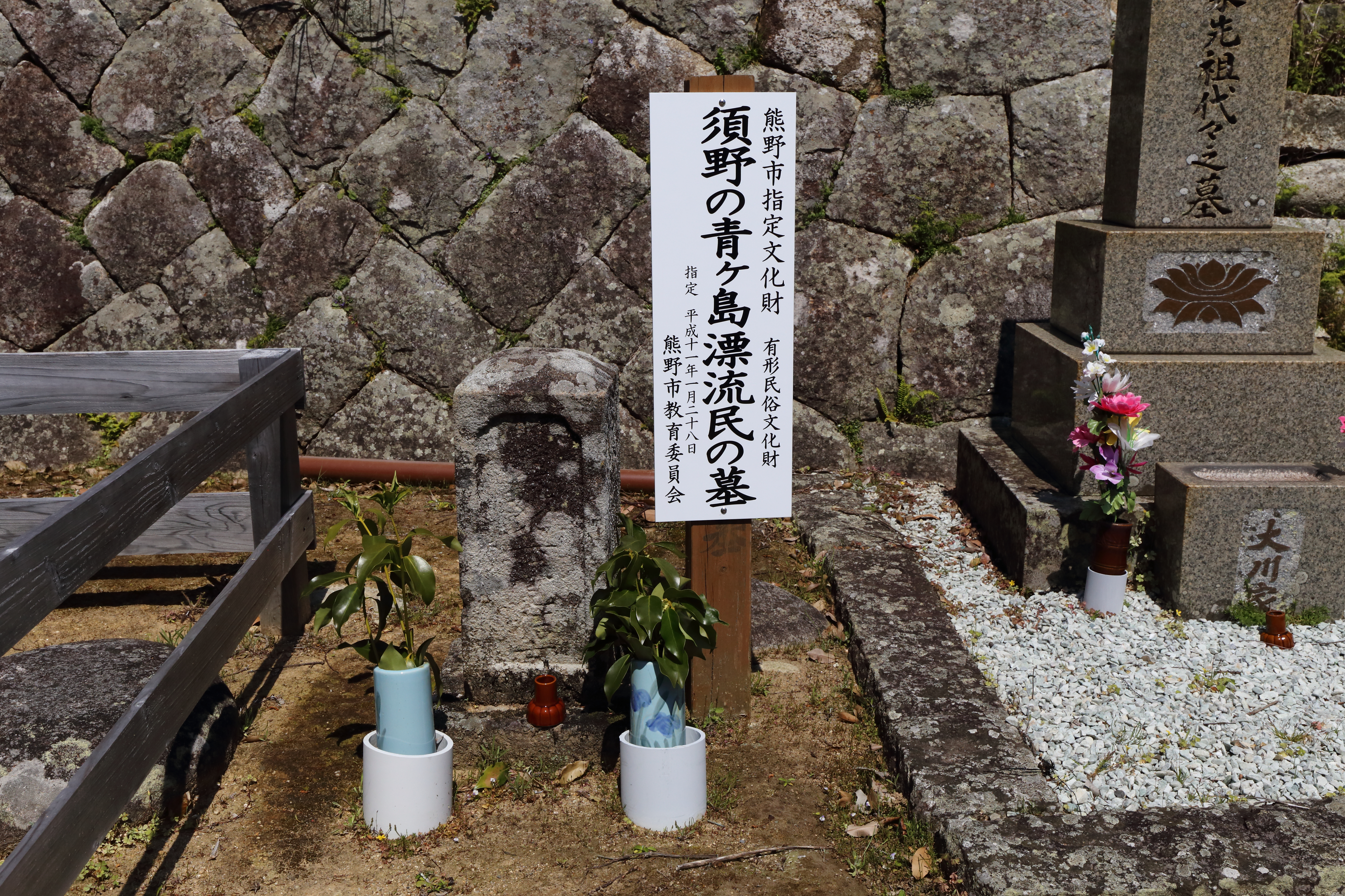
須野の青ヶ島流民の墓　　熊野市指定有形民俗文化財

## その他

### 日本郵便
- 郵便番号 : 519-4201[2]（集配局：熊野郵便局[50]）。